# بچه خوشگل (فیلم ۱۹۷۸)
بچه خوشگل (به انگلیسی: Pretty Baby) فیلمی محصول سال ۱۹۷۸ و به کارگردانی لویی مال است. در این فیلم بازیگرانی همچون بروک شیلدز، کیت کارادین، سوزان ساراندون، آنتونیو فارگاس، دیانا اسکاروید، باربارا استیل و گریت گراهام ایفای نقش کرده‌اند.